# NGC 1232

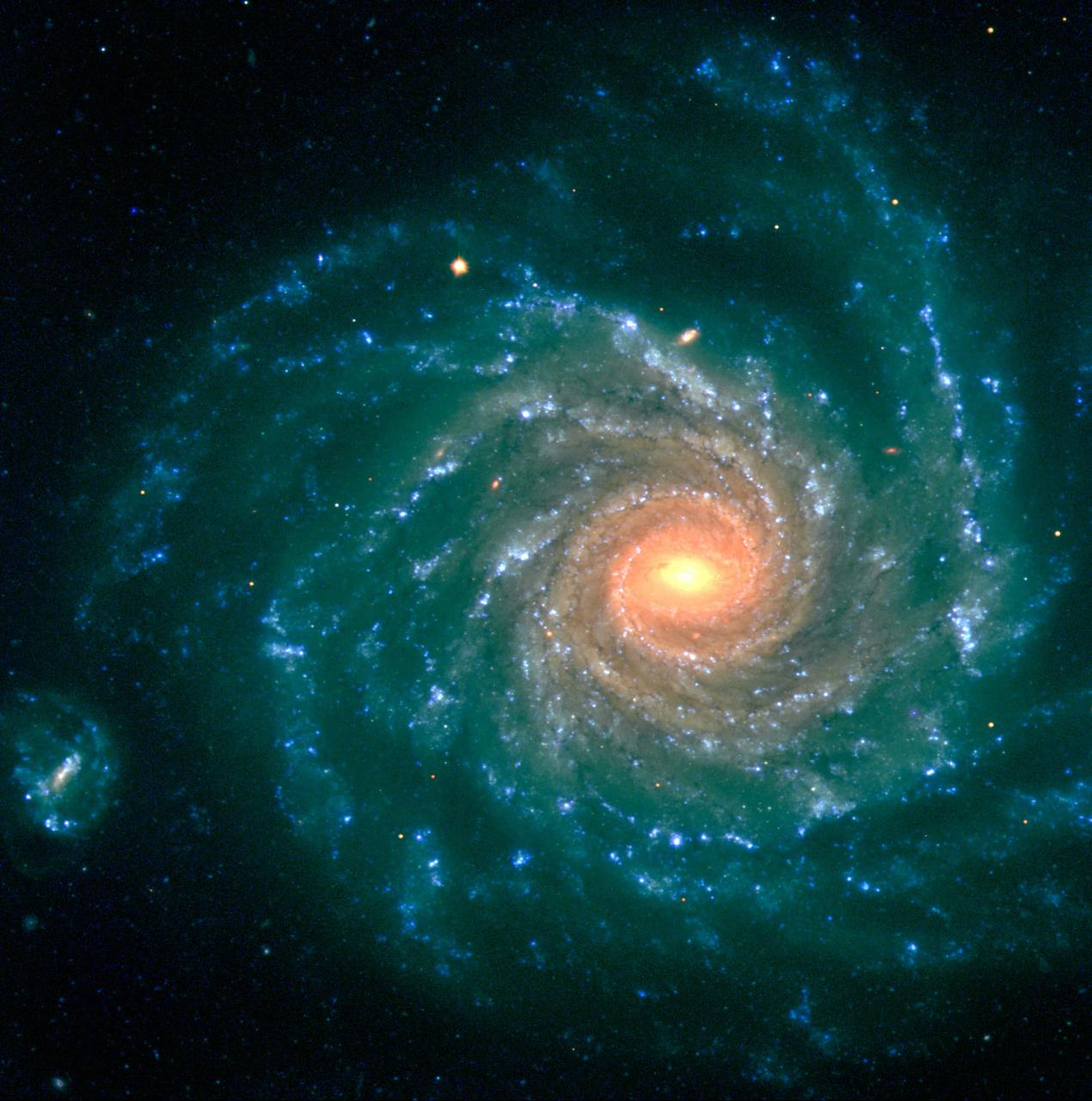
左下角可見NGC 1232的衛星星系NGC 1232A

NGC 1232 是波江座的一個中間螺旋星系，距離地球約6000萬光年。由弗里德里希·威廉·赫歇爾發現於1784年10月20日。

## 概要
NGC 1232環繞中心的螺旋臂內有大量明亮恆星與暗灰塵。螺旋臂內的疏散星团內有大量藍色恆星沿著螺旋臂分佈，其間有大量的星際塵埃暗區。較暗的恆星和星際氣體佔了星系質量大部分，並且主導了星系內側動力狀態。而星系外側可見物體的動力模式則必須以目前無法被直接觀察的暗物质的存在解釋。
NGC 1232和它的衛星星系，以及另一個大星系NGC 1300是波江座星系團的成員星系。

## ESO 547-16
ESO 547-16，即NGC 1232A是NGC 1232的衛星星系。一般認為它的形成是因為螺旋臂內異常扭曲造成。1988年的觀測結果，NGC 1232A距離地球約6800萬光年，而NGC 1232距離地球約6000萬光年。